# Polícia Científica de Investigação Criminal de Timor-Leste
A Polícia Científica e de Investigação Criminal de Timor-Leste, abreviadamente designada por PCIC, é o corpo superior de polícia criminal responsável por coadjuvar as autoridades judiciárias, desenvolver e promover as ações de prevenção, deteção e investigação da sua competência ou que lhe sejam cometidas pelas autoridades judiciárias competentes, bem como assegurar a centralização nacional da informação criminal e respetiva coordenação operacional e a cooperação policial internacional.

## História[2]
A estrutura orgânica da Polícia Nacional de Timor-Leste (PNTL) inclui o Serviço de Investigação Criminal que ‘’tem como missão específica investigar e prevenir o crime e executar as instruções da autoridade judicial competente, em conformidade com a lei, sem prejuízo da dependência hierárquica da PNTL’’
Recentemente, a área da investigação criminal foi objecto de análise por parte de uma missão técnica que em Maio de 2009 se deslocou a Timor-Leste. No Relatório subscrito pela missão, concluiu-se que a investigação criminal é praticamente inexistente. A PNTL, apesar de integrar uma unidade de investigação criminal, está organizada numa lógica de ordem pública; os investigadores não têm os conhecimentos e competências adequadas para conduzir eficazmente as investigações e formalizar os actos processuais e os meios de recolha e conservação da prova são praticamente inexistentes. Acresce a proliferação de polícias de diversos países, com sistemas procedimentais diferentes e que não dispõem de conhecimentos de investigação criminal, bem como o uso de diversas línguas num mesmo processo. Esta situação tem conduzido a detenções ilegais e à ininteligibilidade dos processos. O relatório concluiu pela necessidade de criar, de raiz, uma polícia de investigação criminal capacitada para a recolha, preservação, análise e correlação dos elementos probatórios que coadjuve os aplicadores do direito. A área da investigação criminal é, assim, uma das áreas do sector da Justiça que vai necessitar de maior apoio nos próximos anos. Os desafios a enfrentar são enormes e os sucessos só poderão ser alcançados com o empenho de todos, instituições, Governo e comunidade internacional:
- Criar uma polícia especializada em investigação criminal e os serviços forenses de Timor-Leste;
- Apostar numa formação altamente especializada dos agentes de investigação criminal, que englobe formação jurídica (direito e processo penal), metodologias de investigação criminal e deontologia profissional;
- Fazer um levantamento das necessidades em termos de infra-estruturas, residências, equipamentos, tecnologias e logística, necessários à investigação criminal e implementar uma estratégia para colmatar essas necessidades;
- Desenvolver guias de bolso em Tetum para distribuir pelos polícias, contendo instruções básicas sobre o Código de Processo Penal;

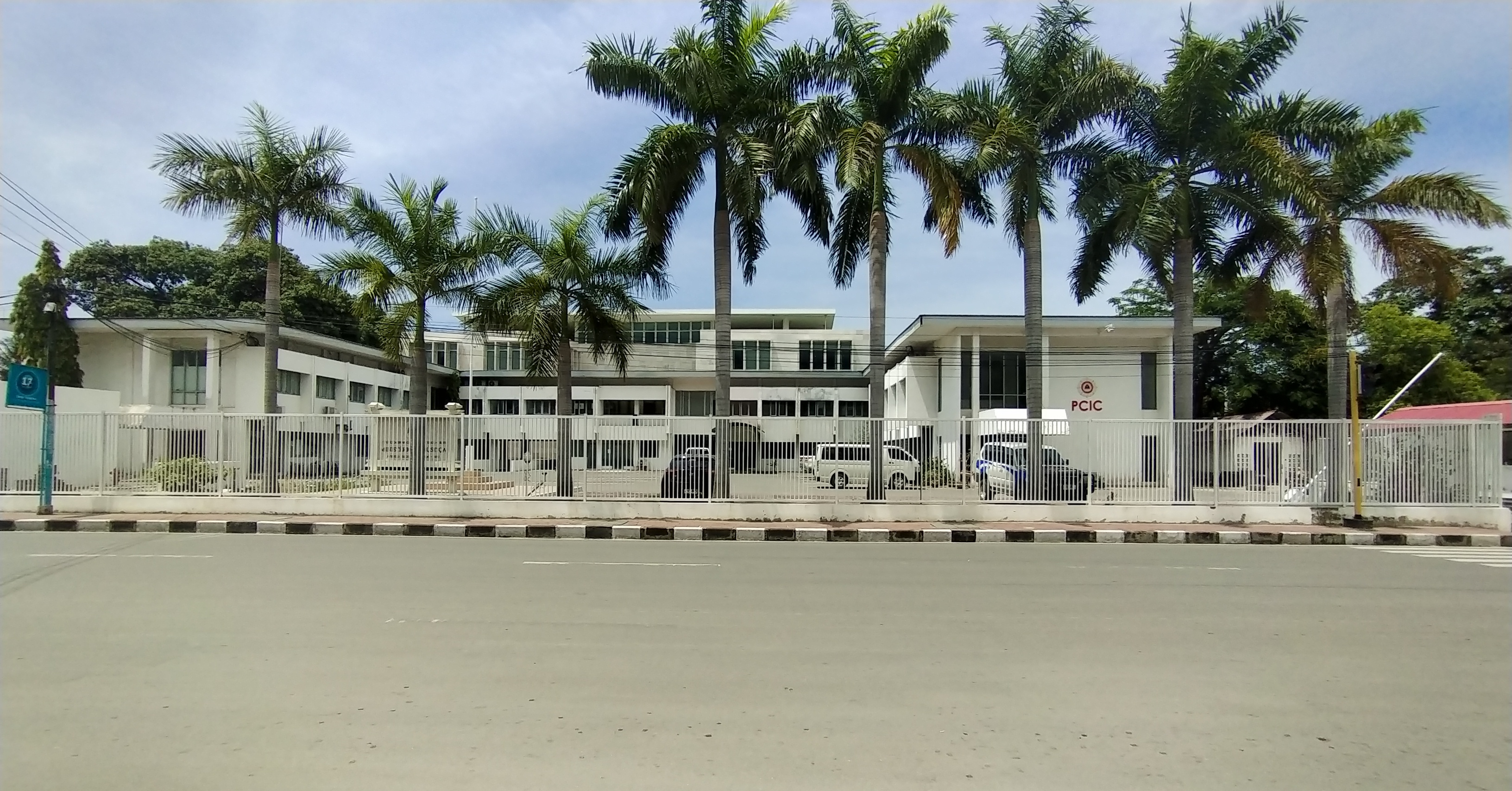
Edifício Polícia Científica de Investigação Criminal

- Edifício Polícia Científica de Investigação CriminalAumentar o número de polícias internacionais que falem português a trabalhar na área da investigação criminal, para tornar mais efectivo o acompanhamento, monitorização e aconselhamento dos colegas nacionais em questões legais;
- Assegurar que o registo de queixas, relatórios, informação recebida dos suspeitos e testemunhas e despachos dos procuradores, sejam produzidos em Tetum e em Português, como forma de facilitar o trabalho e dispensar o recurso aos serviços de tradução, em especial por parte da polícia;
- Reforço significativo dos serviços de tradução e interpretação e formação adicional em língua portuguesa.

## Organização interna[3]
A organização interna dos serviços da PCIC obedece a um modelo de estrutura hierárquica.
A PCIC compreende:
- A Direcção Nacional;
- O Gabinete de Inspecção e Disciplina (GID);
- O Departamento Central de Investigação Criminal (DCIC);
- O Departamento da INTERPOL (DI);
- O Laboratório de Polícia Científica (LPC);
- O Departamento de Armamento e Segurança (DAS);
- O Departamento de Apoio (DA);
- O Departamento de Assessoria Jurídica e Relações Públicas (DAJRP).

A PCIC é dirigida por um director nacional, coadjuvado por um director adjunto. O Departamento Central de Investigação Criminal é dirigido pelo director adjunto. O laboratório de polícia científica é chefiado pelo Chefe de Laboratório e os departamentos são chefiados por um chefe de departamento. Podem ser criados outros departamentos de investigação criminal, especializados segundo áreas de criminalidades, nos termos da lei.